# Anatoli Michailowitsch Schastin
Anatoli Michailowitsch Schastin (russisch Анатолий Михайлович Шастин; geb. 26. April 1930 in Irkutsk; gest. 1995) war ein sowjetischer und russischer Prosaschriftsteller, Kinderbuchautor, Journalist, Schriftsteller und Lokalhistoriker.
Schastin war von 1979 bis 1984 Exekutivsekretär der Irkutsker Schriftstellerorganisation, von 1969 bis 1970 Chefredakteur und Verfasser des Almanachs „Angara“, Mitglied des Schriftstellerverbandes der UdSSR sowie Mitglied des Schriftstellerverbandes Russlands. Er war Verdienter Kulturarbeiter der RSFSR und ab 1957 Mitglied der KPdSU.

## Biografie
Im Jahr 1953 schloss er sein Studium an der Fakultät für Geschichte und Philologie der Staatlichen Universität Irkutsk ab.
Er arbeitete als Journalist in der Kinderredaktion des Radios Irkutsk, war Herausgeber der Radiosendung Lagerfeuer der Pioniere und der Irkutsker Zeitung Sowjetische Jugend und war Korrespondent für die Zeitung Pionerskaja Prawda in Ostsibirien und die Zeitung Sowjetische Kultur.
In den Jahren 1969/1970 war er Herausgeber des Almanachs „Angara“.
1979 trat er dem Herausgebergremium der Buchreihe Literarische Denkmäler Sibiriens des Ostsibirischen Buchverlagshauses (Irkutsk) bei.
In den Jahren 1979 bis 1984 war er Geschäftsführer der Irkutsker Schriftstellerorganisation, während seiner Zeit in dieser Position wurde das Irkutsker Haus der Schriftsteller eröffnet.
Im Jahr 1986 wurde auf Initiative von Schastin der Rat für Ökologie und Kultur der Irkutsker Schriftstellerorganisation unter seinem Vorsitz gegründet.
Er wurde zum Mitglied der Stadt- und Regionalräte der Volksdeputierten gewählt und war Mitglied des Präsidiums des Sowjets der Oblast Irkutsk.
Er starb am 16. Januar 1995 in Irkutsk.

## Werke (Auswahl)
- 1969: Augustgewitter